# 히구치 겐
히구치 겐(일본어: 樋口 堅, 2003년 6월 24일~)는 일본의 축구 선수이다.

## 구단 경력
그는 2022년 J2리그의 FC 마치다 젤비아에 입단했다. 2023년과 2024년 일본 풋볼 리그의 오키나와현 SV에서 뛰었다.